# Лоара
Лоара (фр. La Loire, лат. Liger) најдужа је река у Француској. Има дужину од 1.013 km и слив који покрива 117.000 km². Извире у области Севен, делу Централног масива у јужној Француској, на надморској висини од 1.408 метара. Затим тече око 1.000 km на север кроз Невер до Орлеана, па на запад кроз Тур и Нант до ушћа у Бискајски залив код Сен Назера. Главне десне притоке Лоаре су Мен и Ердр, док су леве: Алије, Шер, Ендр, Вијен и Севр Нантез. Средњи проток Лоаре је 850 m³/s.
На реци не постоје природне препреке за пловидбу. Каналима је повезана са другим француским водотоцима. Воде реке се користе за хлађење четири нуклеарне централе.
Централни део долине реке, између места Сили на Лоари и Шалон на Лоари, је под заштитом УНЕСКО (Светска баштина) од 2000. За њене обале у овом делу су карактеристични виногради и дворци.
Име реке потиче од галске речи лига, што означава нанос.

## Историја

### Праисторијски период
Долина Лоаре насељена је још од средине палеолита. Модерни људи населили су ово подручје пре око 30.000 година. Од пре 5.000 до 4.000 године п. н. е. почели су да крче шуме дуж обала, да се баве земљорадњом и да узгајају стоку. Градили су мегалите који су им служили да обожавају мртве, посебно од 3.500. године п. н. е. Гали су у долину стигли у периоду 1.500-500. године п. н. е, населили данашњи Орлеан и изградили мост преко реке. До 600. године п. н. е. Лоара је већ постала врло важан трговачки пут који је спајао Келте и Грке и један је од великих ауто-путева већ више од 2.000 година.

### Антички Рим и Викинзи
Током римског периода, Римљани су успешно покорили Гале 52. године п. н. е. и почели да граде ценабум и данашњи град Тур. Римљани су Лоару користили само до Роана, око 150 km од извора. После 16. године долина реке Лоаре постала је део римске провинције Аквитанске Галије, са главним градом Авариком. Од трећег века почело је да се шири хришћанство и многе верске личности почеле су да саде винограде дуж обале реке. У петом веку су Франци и Алемани дошли с истока на ово подручје. Након тога су уследиле борбе између Франака и Визигота. У деветом веку су Викинзи почели инвазију на западну обалу Француске, користећи своје дуге бродове за пловидбу Лоаром. Године 853. они су уништили град Тур и његову чувену опатију. Смрћу Карла Ћелавог, 877. године, дошао је крај династији Каролинга. Након значајних сукоба у региону, 898. године је Фулк I, анжујски гроф, дошао на власт.

### Средњовековни период
Током Стогодишњег рата (1337—1453) Лоара је представљала границу између Француске и Енглеске. Трећина становника умрла је од куге која је задесила ово подручје 1348. и 1349. године. Енглези су победили Французе 1356. године и Аквитанија је постала енглеска 1360. Године 1429. Јованка Орлеанка победила је Шарла VII. Њено спречавање опсаде Орлеана на Лоари представљало је прекретницу у рату. Прва штампарија отворена је 1477. године у Анжеу, а у том периоду изграђен је и замак Ланже. За време владавине Франсоа I (1515—1547), италијанска ренесанса имала је снажан утицај на регион и дубоко је укорењена у архитектури и култури овог краја, посебно међу елитом и њиховим замцима. Тридесетих година 15. века реформационе идеје стигле су у долину Лоаре и 1560. године су католици удавили неколико стотина протестаната у реку. Током верских ратова од 1562. до 1598. године, Орлеан је служио као упориште Хугенота, али су протестанти 1568. године дигли у ваздух орлеанску катедралу. Године 1572, на дан Светог Вартоломеја, извршен је масакр над Хугенотима, где је убијено око 3000 припадника ове вере, а затим су католици стотине Хугенота удавили у Лоару.

### 1600—данас
Вековима је било покушаја да се задржи пловни канал на Лоари употребом дрвених насипа. Речни саобраћај повећавао се постепено, увођењем система путарина у који се користио у средњем веку. Данас, неки од тих мостова постоје и даље, већ више од 800 година. Током 17. века, Жан-Батист Колбер изградио је потпорне зидове и кејове од Руана до Нанта који су учинили реку сигурнијом, али је пловидба била често немогућа због поплава и суша. Према тврђењима, у поплави је 1707. године погинуло 50.000 људи, када је ниво воде порастао за више од 3 метра за два сата у Орлеану. Просечан пут од Орлеана до Нанта траје осам дана, док је узводно пут дужи, због кретања насупрот тока реке, и траје око 14 дана.
Убрзо након успоставе речног саобраћаја између Нанта и Орлеана, појавио се пароброд; од 1843. године 70.000 путника је годишње путовало у доњем, а 37.000 у горњем току Лоаре. Међутим, са увођењем железнице 1840. године, трговина на реци је почела да опада и предлог да се изгради потпуно пловни канал све до Бријара је пао у воду. Отварање канала Canal latéral à la Loire 1893. године омогућило је да се настави пловидба између Дигоана и Бријара, али ниво реке у Бријару представљао је проблем све до изградње аквадукта 1896. године, који је са 662,69 метара дужине представљао најдужу овакву грађевину у то време.
Канал Роан-Дигоан, који је изграђен 1838. године, био је скоро затворен 1971. године, али ипак и даље омогућава пловидбу дубље у долини Лоаре, до Дигоана. Ипак, 261 km дуг Canal de Berry, узак канал ширине свега 2,7 метара, који је отворен 1820. године који је повезивао Canal latéral à la Loire у општини Марсеј-Обињи, преко реке Шер у општини Ноаје назад до Лоаре близу Тура, затворен је 1955. Данас је река званично пловна само до Бушмена.

## Географија
Извор реке лежи у источном делу Централног масива, на јужним падинама планине Жербије де Жон, у департману Ардеш. Лоара мења свој ток услед тектонских деформација, од свог природног испуста у Ламанш на нови испуст у Атлантски океан чиме су створени данас видљиви уски делови у клисурама, али и алувијалне формације које се протежу све до обала Атлантика. Река се може поделити на три главне зоне: горња Лоара - од извора до спајања са рекомАлије, средња Лоара - од Алијеа до ушћа Мене у Лоару (око 280 km) и доња Лоара - од Мене до ушћа у Атлантик. У горњем току река протиче кроз уску долину, испуњену клисурама и са обалама обраслим шумом и карактеристичном ниском вегетацијом. У средњем делу река се шири и прави алувијалну раван, када креће да прави меандре и канале. Проток реке је посебно велики у области Роана и Вишија, па све до спајања са Алије. Између 12. и 19. века, многи насипи саграђени су у средњем току реке, који су служили за заштиту од поплава. У овом делу река је релативно равна и мирна, осим у близини Орлеана, где постоје многе пешчане банкине и острва. Доњи ток Лоаре одликују мочваре и ритови, који су од великог значаја за очување животне средине, с обзиром да представљају једино станиште за поједине врсте птица селица.
Лоара, од извора до ушћа, протиче кроз више француских департмана од којих неки носе њено име. Ово су депармани и важнији градови кроз које протиче Лоара: 
- Ардеш
- Горња Лоара
- Лоара
- Саона и Лоара
- Алије
- Нијевр: Невер
- Шер
- Лоаре: Орлеан
- Лоар и Шер: Блоа
- Ендр и Лоара: Амбоаз, Тур
- Мен и Лоара
- Атлантска Лоара: Нант, Сен Назер

## Флора
Централна област долине реке обрасла је шумом и та област представља најпошумљенију у читавој Француској, тзв. “Орлеанске шуме”, које покривају површину од 38.234 хектара, од чега 5.440 хектара представљају пошумљени парк под називом “Шуме Шамбора”. Друга вегетација у долини углавном је под приватним власништвом и састоји се од три врсте храста, букве и бора. У мочварним подручјима јасен, јова и врба, срасли са сочивицом, обезбеђују природан ефекат ђубрења. Атлантска обала представља дом за велики број водених биљака, од којих су важне врсте из рода Salicornia, које се користе као кулинарски састојак због свог диуретичког дејства. Грци су у долинама Лоаре донели и винову лозу, а Римљани диње, јабуке, трешње, дуње и крушке током средњег века, а поред тога у овом делу се правио зачин шафран од истоимене биљке у Орлеану. Италијанска шљива (лат. Prunus domestica italica) дрво је које је сађено у баштама двораца. Шпаргла је такође врста која је донета на ово подручје и то из северне Француске.

## Фауна

### Планктон
Са више од 100 врста алги, Лоара има највећи биодиверзитет фитопланктона у односу да остале реке Француске. Најзаступљенији су диатоми и зелене алге (са око 15% по маси) који се углавном јављају у доњем току реке. Њихова укупна маса је ниска када је проток воде прелази 800 m³/s, а постаје значајна када је проток 300 m³/s или мањи, а то је углавном лети. Са смањењем протока, прве врсте које се појављују су једноћелијски диатоми попут Cyclostephanos invisitatus, C. meneghiniana, S. Hantzschii и Thalassiosira pseudonana.
 Њима се потом придружују вишећелијске врсте, укључујући Fragilaria crotonensis, Nitzschia fruticosa и Skeletonema potamos, као и зелене алге које формирају звездасте или испружене колоније. Док је укупна биомаса у горњим деловима реке ниска, биодиверзитет је велики, са више од 250 таксона у Орлеану. У горњем току проценат зелених алги се смањује и од фитопланктона доминирају диатоми. Хетеротрофне бактерије представљене су кокама (49%), бацилима (35%), колонима (12%) и филаментима (4%) са укупном густином од 1.4×1010 ћелија по литру.

### Рибе
Скоро све врсте слатководних риба Француске могу се наћи у долини Лоаре, што је око 57 врста из 20 породица. Многе од њих су селице, чак 11 врста долазе узводно у реку ради мрешћења. Најчешће врсте су атлантски лосос (Salmo salar), поточна пастрмка (Salmo trutta), алоса (Alosa alosa и Alosa fallax), морска змијуљица (Petromyzon marinus), вијун (Lampetra fluviatilis) и зракоперка (Osmerus eperlanus). 